# Christian Ludvig Leopold von Schmettau
Christian Ludvig Leopold rigsgreve von Schmettau (10. februar 1806 i Altona – 5. december 1878 i København) var en dansk godsejer.
Han var søn af Gottfried Wilhelm Christian von Schmettau, blev 1826 student fra Sorø Akademi og 1831 cand.jur. og kammerjunker, blev 1838 kancellist i Danske Kancelli og fik 1842 afsked fra statstjenesten.
Schmettau købte 1842 Stensgård, Sandby Sogn, blev 1847 hofjægermester og var desuden fra 1876 forpagter af Gunderup, Herfølge Sogn.
Han blev gift 2. juni 1860 i Kastelskirken med Gertrude Louise Christiane Franzisca Hage (24. november 1823 i Ørsted, Ramsø Herred - 31. maj 1907 i København), datter af premierløjtnant, senere regimentskvartermester, overkrigskommissær Johannes Philip Hage og Christiane Caroline Erica født Sundt.